# Barlovento (relieve)
El concepto de barlovento referido a las laderas de una montaña o cordillera, es la ladera que recibe directamente los vientos húmedos procedentes del mar. Por el efecto Föhn, las nubes cargadas de humedad al encontrarse con la barrera física, en un movimiento ascendente se enfrían y descargan en forma de lluvia en esa ladera (lluvia orográfica), en contraposición a la ladera de sotavento donde los vientos descendentes, ya sin humedad, van alcanzando mayor temperatura a medida que descienden.
- Datos: Q5719624